# Automobilová navigace

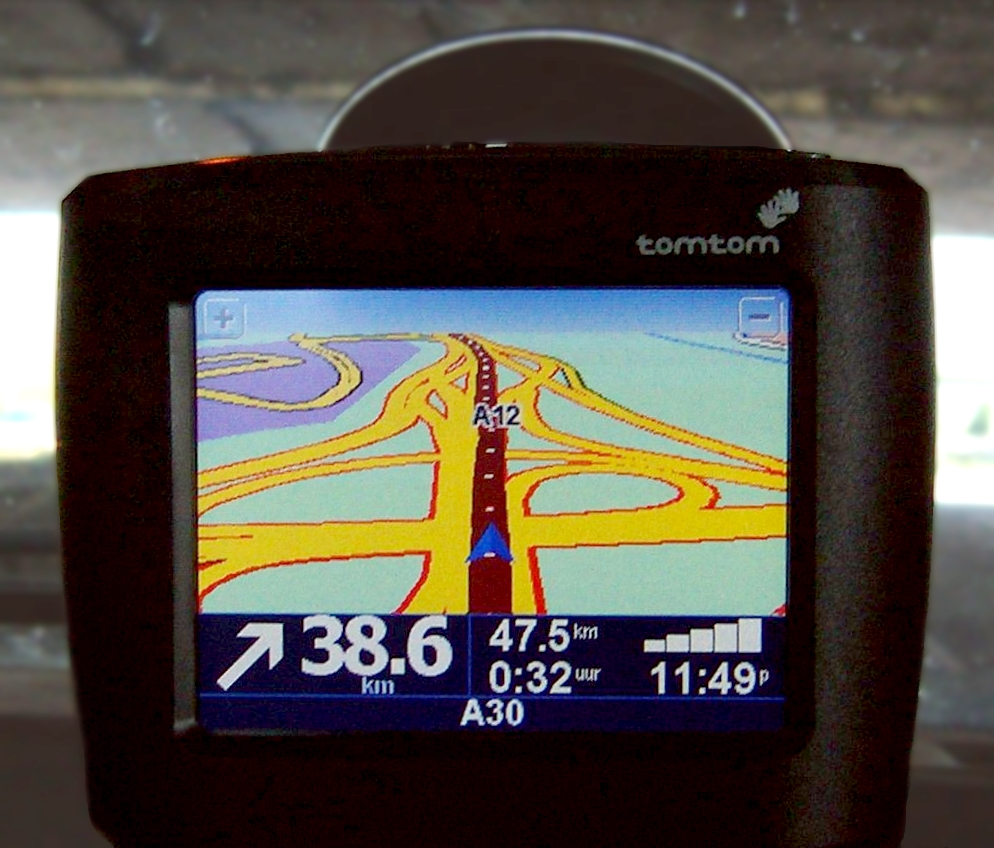
Přenosný navigační přístroj značky TomTom

Automobilová navigace, též zkráceně autonavigace nebo pouze navigace, je nástroj navigující řidiče silničních vozidel k cíli cesty s využitím signálu z družic globálního družicového polohového systému a mapových dat. Může mít buď podobu samostatného jednoúčelového zařízení nebo může jít o softwarovou službu spustitelnou na mobilním telefonu nebo jiném obdobném zařízení. Služba využívá polohových dat získaných z GPS přijímače, z nichž vypočítává aktuální polohu, rychlost a směr pohybu, a s využitím software a mapových podkladů dává uživateli informace o blížící se odbočce, odhadu potřebného času k dosažení cíle, průměrné rychlosti cesty apod. 
Přenosné verze včetně verzí pro mobilní telefony mohou umožňovat uživatelská nastavení podle druhu vozidla, případně též pro pěší cesty a pěší turistiku, možné je též propojení s vyhledávači spojení veřejnou dopravou. Jednoúčelový silniční navigační přístroj se od turistického navigačního přístroje liší zpravidla větší obrazovkou, nutností přímého elektrického napájení a předpokladem, že se uživatel bude vozidlem pohybovat po silničních komunikacích namísto volné krajiny a turistických cest. Na trhu jsou i specializované navigace například pro traktor nebo kombajn.

## Historie
Rozvoj automobilových navigačních přístrojů začal roku 2000, kdy byla vypnuta chyba úmyslně zaváděná do amerického systému GPS a přesnost určení polohy se zvýšila ze stovek metrů na desítky až jednotky metrů.
Od té doby se navigační přístroje neustále zdokonalují a ačkoliv všechny poslouží stejnému účelu nalezení cíle, objevují se neustále nové funkce usnadňující uživateli řízení.
První navigační přístroje byly vybaveny pouze malým, jednobarevným LCD displejem, který zobrazoval pouze směrovou šipku, nanejvýš název další odbočky nebo silnice. V současnosti[kdy?] jsou všechny přístroje vybaveny mapovými podklady, dle kterých se navigace řídí, a uživateli zobrazují barevnou mapu. Systém zobrazení šipky, kudy se má uživatel dále vydat se dnes[kdy?] používá pouze u luxusnějších vozů, kde navigační přístroj promítá zobrazení na čelní sklo automobilu.
Navigační zařízení jsou často považována za odebrání části práce řidiči, ale je nutné mít na paměti, že jde pouze o pomůcku, která má usnadňovat řízení po neznámých cestách. Nekritickým přijímáním pokynů navigačního systému se řidič může vystavit značnému riziku.

## Základní rozdělení

### Softwarové navigace
Čistě softwarové navigace nejsou vázány na speciální navigační přístroj, ale je možné je spustit na univerzálních zařízeních typu chytrého mobilního telefonu, tabletu a podobně. Díky snadné dostupnosti, možnosti bezplatného využívání a masovému sběru on-line dat od uživatelů dokážou tyto služby dynamicky přizpůsobit navrhovanou trasu aktuální situaci v provozu.  

### Přenosné navigační přístroje

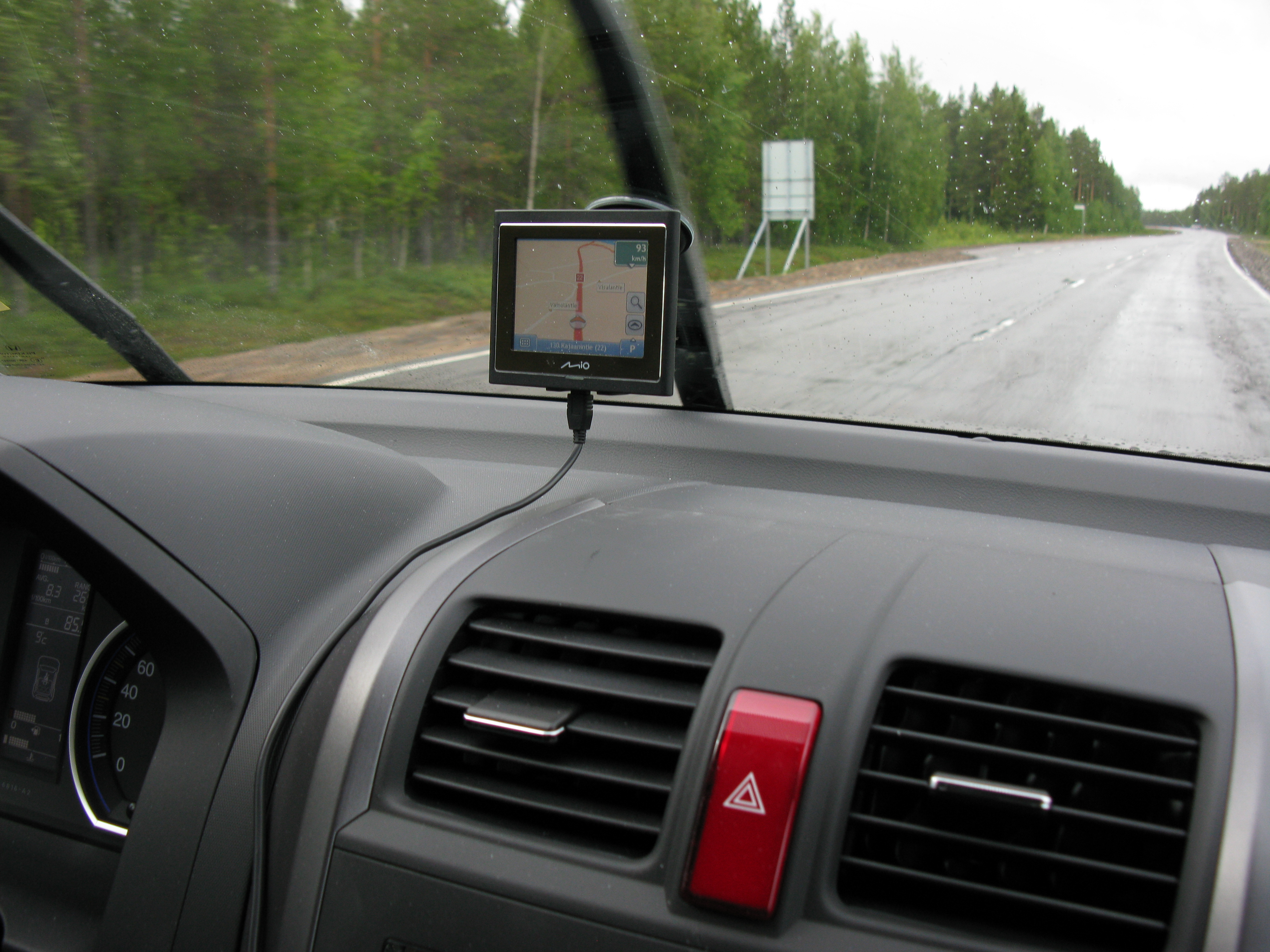
Přenosný navigátor na čelním skle

Přenosné navigační přístroje jsou koncipované pro snadnou instalaci a opětovnou demontáž z vozu. Jejich velkou výhodou je především cena, která je zpravidla několikanásobně nižší, než tomu je u vestavěných navigátorů, a také skutečnost, že takový přístroj lze jednoduše používat ve více autech. Vždy ovšem mají menší displej a také jejich umístění ve vozidle je ovlivněno konstrukcí automobilu.
Vývojový trend jasně spěje ke snižování hmotnosti při zachování potřebných rozměrů obrazovky, aby přístroje byly snadno přenositelné neb se lehce stávají terčem zlodějů v případě ponechání ve vozidle.
Výhody přenosných navigačních přístrojů:
- Nižší pořizovací cena
- Možnost použití v jiném vozidle
- Snadnější aktualizace mapových podkladů
- Jednodušší zásahy do softwaru přístroje (aktualizace, nahrání bodů zájmu)

### Vestavěné navigační přístroje
Jsou zařízení, která do vozidla montuje již výrobce automobilu. Tyto přístroje pak disponují větším displejem a jejich hlavní výhodou je zpravidla propojení s dalším příslušenstvím automobilu (handsfree, autorádio,...), ale také s další elektronikou a přístroj je tak například schopen odhadovat polohu vozu v tunelu, kde nemá signál z globálního družicového polohového systému, pomocí údajů z řídící jednotky vozidla. Velkou nevýhodou ovšem bývá pořizovací cena, která bývá v desítkách tisíc Kč. Velký displej navíc může být využíván pro zobrazení TV vysílání.
Výhody vestavěných navigačních přístrojů:
- Konfigurace, zprovoznění a zajištění součinnosti s vozidlem zajišťuje výrobce
- Velký displej
- Součinnost s vybavením vozidla (např. hlasová navigace a autorádio)

## Dodatečné funkce
V současnosti[kdy?] všechny navigátory určují polohu stejným způsobem za pomoci signálu z družic. Jednotlivé modely a značky od sebe odlišují především mapové podklady, které zajišťují firmy TeleAtlas nebo NAVTEQ, a jejich aktualizace. Další rozdíly tvoří funkce, které lze rozdělit na funkce pro navigaci a doplňkové.

### Navigační funkce
Jde o funkce přístroje, které přímo usnadňují navigaci s přístrojem, např.:
- Zobrazení jízdních pruhů - jak se řidič má zařadit v jízdních pruzích
- Hlasová navigace neboli upozornění na změnu směru jízdy, blížící se křižovatku apod.
- RDS-TMC - úprava trasy dle aktuální dopravní situace
- Upozornění na maximální rychlost v daném úseku
- POI (nebo také Points of Interrest, česky Body zájmu) - nejbližší bankomat, nemocnice nebo také upozornění na rychlostní radar, apod.
- Kamionová navigace je velmi specifickou oblastí pro navigaci a mnohem složitější, než se zdá na první pohled. Má tři základní úrovně: a) přizpůsobení rychlosti vozidla (např. kvůli realistickému času jízdy), b) respektování možností vozidla (např. nelze provádět příkazy typu "Jakmile to bude možné, otočte se"), c) specifické atributy v mapách (nosnosti mostů, výšky mostů, profily silnice - šířka, stoupání apod.).

### Doplňkové funkce
Jsou funkce vyloženě suplující a nikterak nezbytné pro navigaci samotnou
- Přehrávání mp3
- zobrazování fotografií
- handsfree
- příjem a zobrazení TV stanic

Počet funkcí však zdaleka neovlivňuje vhodnost navigačního přístroje pro daného uživatele.

## Výrobci navigačních přístrojů
Na světě je již celá řada výrobců automobilových navigačních přístrojů z nichž nejznámější jsou:
- TomTom
- TomTom WORK - specifická oblast pro fleet management a kamionovou navigaci
- Garmin
- Navigon
- Mio
- Navon
- Blaupunkt